# Флуоресцентная наноскопия
Флуоресцентная наноскопия (англ. fluorescence nanoscopy) — метод детектирования флуоресцентных объектов с помощью оптического микроскопа, обладающий пространственным разрешением, в несколько раз превышающим теоретический предел оптической дифракции (~200 нм).

## Описание
В последние годы было разработано несколько новых подходов в области флуоресцентной микроскопии, которые позволили преодолеть дифракционный барьер оптического разрешения и достичь беспрецедентного разрешения ~10 нм. Эти методы стали объединять общим термином флуоресцентная наноскопия.
Системы флуоресцентной наноскопии построены на трёх принципиально различающихся подходах: 
- улучшение фокусировки за счёт создания новых оптических схем и применения объективов с высокой угловой апертурой (4Pi-, I5M- и I5S-микроскопия);
- использование явления полного внутреннего отражения (total internal reflection fluorescence microscopy, TIRFM);
- контролируемое «включение» и «выключение» флуоресцентных молекул и последовательное их детектирование (STED, GSD, SPEM (SSIM), RESOLFT, (F)PALM, STORM, PAINT).

Можно предвидеть несколько приложений флуоресцентных наноскопических методов в биологии и медицине. Наноскопия позволяет напрямую изучать взаимодействия между белками, ДНК и РНК, и, следовательно, может сыграть существенную роль в развитии геномики и протеомики, в изучении физиологии клетки, в понимании патофизиолоических механизмов, связанных с нарушением образования сложных белковых комплексов и т. п.
Перечисленные подходы рассмотрены далее более подробно:
- 4Pi и I5M реализованы на основе двухобъективной системы, которая позволяет улучшить разрешение вдоль оптической оси до 80 нм благодаря суммированию в фокальной точке двух встречных сферических фронтов света. I5S обладает улучшенным разрешением и в фокусной плоскости (до 100 нм).
- TIRFM позволяет детектировать флуоресцентные объекты в пограничном слое толщиной ~100 нм с разрешением до 10 нм.
- STED, GSD, SPEM (SSIM), RESOLFT, (F)PALM, STORM, PAINT. Поглощение кванта света молекулой сопровождается переходом электрона с основного энергетического уровня (S0) на возбужденный флуоресцентный уровень (синглетный S1 или триплетный T1). Поглощение также может индуцировать обратимые внутримолекулярные перестройки (например, цис-транс-изомеризацию), в результате которых происходит изменение спектра флуоресценции. Любой из переходов S0 →S1, S0 →T1 может быть использован для включения/выключения флуорофоров и увеличения разрешения.

Так, микроскопия «снижения стимулированной эмиссии» (stimulated emission depletion (STED) microscopy) основана на одновременном применении двух лучей света — фокусированного луча, возбуждающего флуорофор в центральной зоне (S0 → S1), и луча, который в фокусной плоскости имеет форму бублика и тушит флуорофоры вокруг центральной зоны (S1 → S0). Таким образом, флуоресценция регистрируется лишь из «дырки бублика». Разрешение метода определяется законом
{\displaystyle d={\frac {\lambda }{2n\sin \alpha (1+aI_{max}/I_{s})^{1/2}}},}
где Is — мощность излучения, необходимая для обеспечения преимущественного перехода S1 → S0; Imax — мощность излучения тушения. Таким образом, разрешение оказывается регулируемым (зависит от мощности источника) и теоретически бесконечным (при Imax/Is → ∞). На практике достигнут порог ~10 нм, что соответствует размерности биологических макромолекул.
На аналогичном принципе построена микроскопия насыщенного структурированного освещения (saturated structured illumination microscopy (SSIM) или saturated pattern excitation microscopy (SPEM)). Микроскопия «снижения основного состояния» (ground state depletion (GSD) microscopy) реализует похожий принцип, но тушит возбужденное состояние за счет перехода молекулы в более долгоживущее T1 состояние. Наконец, микроскопия обратимого насыщенного оптического флуоресцентного перехода (reversible saturable optical fluorescent transition, RESOLFT), микроскопия локализованной фотоактивации (photoactivation localization microscopy, PALM) и стохастической оптической реконструкции (stochastic optical reconstruction microscopy, STORM) основаны на включении/выключении флуорофоров за счет их фотохимической изомеризации.
Анализ расположения флуорофоров в 3D пространстве осуществляется этими методами по-разному. STED, GSD, SPEM/SSIM и RESOLFT используют оптическую фокусировку для последовательной регистрации сигнала из заданных координат пространства; PALM и STORM выключают флуорофоры случайным образом и одновременно производят накопление сигналов от включенных флуорофоров, расположенных на расстоянии {\displaystyle >\lambda /(2n\sin \alpha )}.